# Młodzieżowe Indywidualne Mistrzostwa Polski na Żużlu 1995
Młodzieżowe Indywidualne Mistrzostwa Polski na Żużlu 1995 – zawody żużlowe, mające na celu wyłonienie medalistów młodzieżowych indywidualnych mistrzostw Polski w sezonie 1995. Rozegrano dwa turnieje półfinałowe oraz finał, w którym zwyciężył Rafał Dobrucki.

## Finał
- Rzeszów, 13 sierpnia 1995
- Sędzia: Włodzimierz Kowalski

| Msc. | Zawodnik              | Klub        | Pkt   |             |  |
| ---- | --------------------- | ----------- | ----- | ----------- |  |
| 1    | Rafał Dobrucki        | Piła        | 14    | (3,3,2,3,3) |  |
| 2    | Piotr Protasiewicz    | Wrocław     | 11 +3 | (3,3,0,2,3) |  |
| 3    | Piotr Markuszewski    | Grudziądz   | 11 +2 | (3,2,2,2,2) |  |
| 4    | Grzegorz Rempała      | Tarnów      | 9     | (2,1,0,3,3) |  |
| 5    | Piotr Winiarz         | Rzeszów     | 8     | (0,0,3,2,3) |  |
| 6    | Rafał Wilk            | Rzeszów     | 8     | (3,2,0,1,2) |  |
| 7    | Waldemar Walczak      | Piła        | 8     | (2,2,3,1,0) |  |
| 8    | Rafał Osumek          | Częstochowa | 7     | (1,2,1,3,0) |  |
| 9    | Tomasz Bajerski       | Toruń       | 7     | (1,1,3,0,2) |  |
| 10   | Sebastian Ułamek      | Częstochowa | 7     | (0,3,2,1,1) |  |
| 11   | Piotr Baron           | Wrocław     | 7     | (2,1,1,3,0) |  |
| 12   | Damian Baliński       | Leszno      | 6     | (1,3,1,0,1) |  |
| 13   | Robert Mikołajczak    | Leszno      | 6     | (2,0,2,1,1) |  |
| 14   | Robert Dados          | Lublin      | 5     | (0,1,3,0,1) |  |
| 15   | Adam Skórnicki        | Leszno      | 4     | (1,0,1,2,0) |  |
| 16   | Rafał Trojanowski     | Rzeszów     | 2     | (0,0,0,0,2) |  |
|      | rez. Tomasz Poprawski | Bydgoszcz   | ns    |             |  |
|      | rez. Paweł Grygolec   | Krosno      | ns    |             |  |